# Mallocera glauca
Mallocera glauca là một loài bọ cánh cứng trong họ Cerambycidae.